# Ctenophthalmus dilatatus
Ctenophthalmus dilatatus är en loppart som beskrevs av Wagner 1928. Ctenophthalmus dilatatus ingår i släktet Ctenophthalmus och familjen mullvadsloppor. Inga underarter finns listade i Catalogue of Life.